# برشوایلر بای کیرن
برشوایلر بای کیرن (به آلمانی: Berschweiler bei Kirn) یک شهر در آلمان است که در Birkenfeld واقع شده‌است.